# Varga Péter (bortermelő)
Varga Péter (Budapest, 1955) magyar közgazdász, bortermelő.
1955-ben született Budafokon, a mai napig itt él. Közgazdászként végzett, 29 évesen nevezték ki a Hungarovin gazdasági igazgatójává.
A rendszerváltás éveiben önálló vállalkozásokba kezdett, és felépítette a Varga Pincészetet, mely 1993-ban indult és piacvezetővé vált a palackos borok magyarországi piacán.
Felesége és egyik fia is a pincészetnél dolgozik.